# Podsavezna nogometna liga Tetovo 1961./62.
Podsavezna nogometna liga Tetovo, također kao i Liga nogomotnog podsaveza Tetovo je bila liga četvrtog stupnja nogometnog prvenstva Jugoslavije u sezoni 1961./62. 
 Sudjelovalo je 8 klubova, a prvak je bio "Teteks" iz Tetova. 

## Ljestvica
| mj. | klub               | ut. | pob. | ner. | por. | gol+ | gol- | bod |
| --- | ------------------ | --- | ---- | ---- | ---- | ---- | ---- | --- |
| 1.  | Teteks Tetovo      | 14  | 10   | 2    | 2    | 54   | 14   | 22  |
| 2.  | Jugohrom Jegunovce | 14  | 11   | 0    | 3    | 51   | 12   | 22  |
| 3.  | Korab Debar        | 14  | 9    | 2    | 3    | 35   | 18   | 20  |
| 4.  | Bratstvo Gostivar  | 14  | 8    | 3    | 3    | 39   | 18   | 19  |
| 5.  | Silika Gostivar    | 14  | 6    | 1    | 7    | 41   | 36   | 13  |
| 6.  | Rudar Raduša       | 14  | 3    | 1    | 10   | 28   | 52   | 7   |
| 7.  | Oniks Lešok        | 14  | 3    | 0    | 11   | 28   | 54   | 6   |
| 8.  | Murgovec Vrapčište | 14  | 1    | 1    | 12   | 4    | 73   | 3   |

## Rezultatska križaljka
| kratica | klub               | BRA | JUG | KOR | MUR | ONI | RUD | SIL | TET |
| --- | ------------------ | --- | --- | --- | --- | --- | --- | --- | --- |
| BRA | Bratstvo Gostivar  |     |     |     |     |     |     |     |     |
| JUG | Jugohrom Jegunovce |     |     |     |     |     |     |     |     |
| KOR | Korab Debar        |     |     |     |     |     |     |     |     |
| MUR | Murgovec Vrapčište |     |     |     |     |     |     |     |     |
| ONI | Oniks Lešok        |     |     |     |     |     |     |     |     |
| RUD | Rudar Raduša       |     |     |     |     |     |     |     |     |
| SIL | Silika Gostivar    |     |     |     |     |     |     |     |     |
| TET | Teteks Tetovo      |     |     |     |     |     |     |     |     |
| |                    |     |     |     |     |     |     |     |     |
| podebljan rezultat - utakmice od 1. do 7. kola (1. utakmica između klubova) rezultat normalne debljine - utakmice od 8. do 14. kola (2. utakmica između klubova) rezultat nakošen - nije vidljiv redoslijed odigravanja međusobnih utakmica iz dostupnih izvora rezultat nakošen i smanjen * - iz dostupnih izvora nije uočljiv domaćin susreta prekrižen rezultat - poništena ili brisana utakmica p - utakmica prekinuta 3:0 p.f. / 0:3 p.f. - rezultat 3:0 bez borbe n.i. - nije igrano |                    |     |     |     |     |     |     |     |     |

 Izvori: 

## Unutrašnje poveznice
- Makedonska liga 1961./62.
- Podsavezna liga Skoplje – I. razred 1961./62.